# 笠間日動美術館
笠間日動美術館（かさまにちどうびじゅつかん）は、茨城県笠間市にある美術館・博物館である。1972年（昭和47年）11月に東京・銀座にある日動画廊の創業者、長谷川仁・林子夫妻が創業45年と金婚式を記念して長谷川家ゆかりの地である笠間に設立した。日本を代表する画商の系列美術館であり、収蔵品は3,000点を超える。おもな絵画コレクションには西洋の近代、日本の近・現代の巨匠たちによる作品、2000年に収蔵したヤンマー創業者、山岡孫吉による山岡コレクションなどがある。
そのなかでも特異な地位を占めているのが国内外の著名画家が愛用したパレット画のコレクションである。これらは長谷川が親交を深めた画家たちから譲り受けたもので、その数は340余点におよび、世界的にも例のない美術史的に貴重なコレクションとなっている。

## 施設の概要

### パレット館
1985年に開館した。旧称は日本館。
1階の展示室にてパレット画を展示している。以前は高橋由一、岸田劉生、佐伯祐三など日本の洋画界を切り拓いた巨匠や、現在活躍中の日本の洋画家たちの作品などと共にパレット画コレクションが展示されていた。

### フランス館

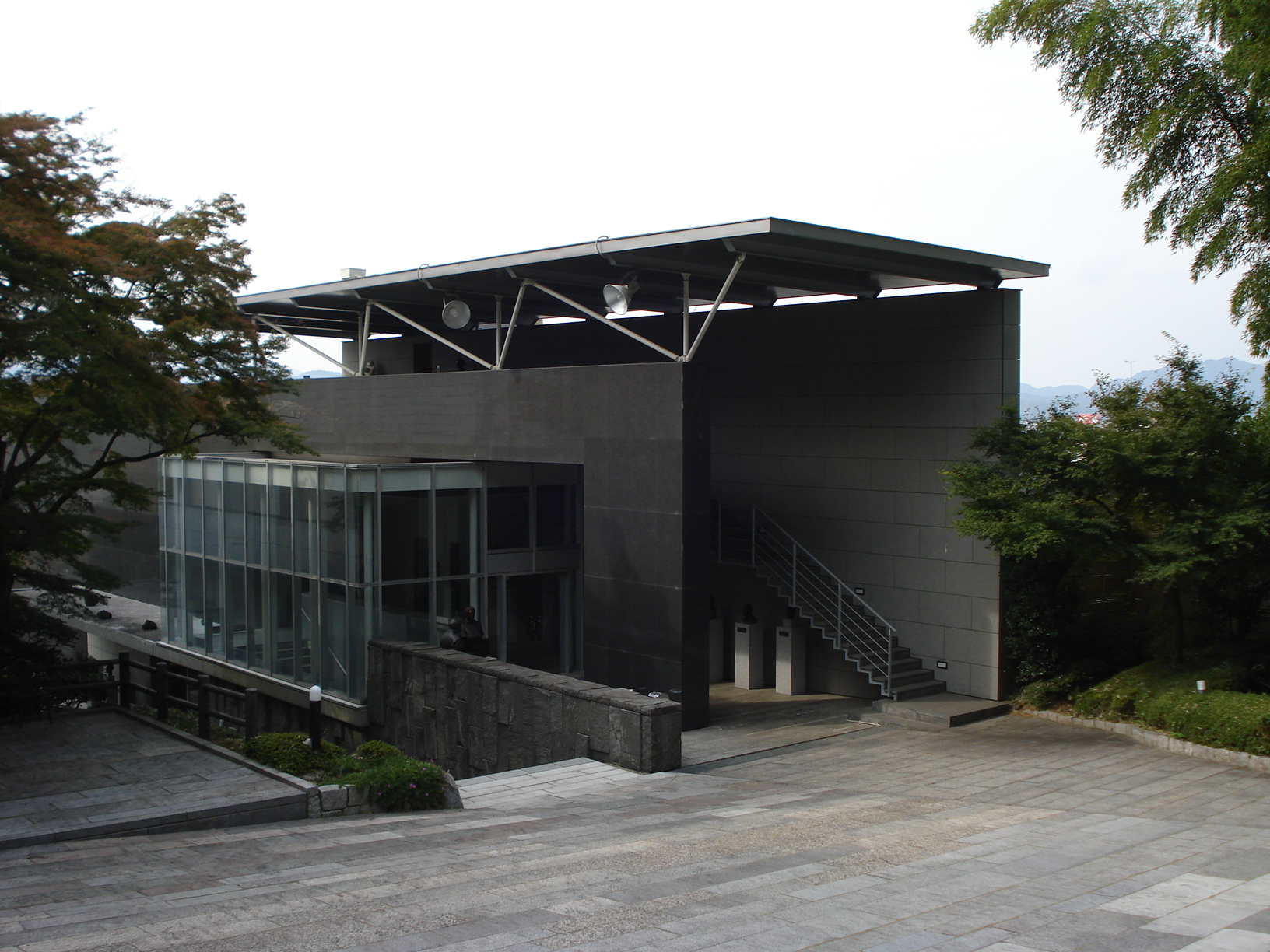
フランス館

1997年、創設者の記念館であった旧館を新しく建てかえ「フランス館」と改めた。
1階の長谷川仁・林子記念室にはさまざまな画家が描いた夫妻の肖像画をはじめ、夫妻にゆかりのある品々や愛蔵品、また夫妻の業績を伝える資料などを中心に展示している。また、スーラやルドンの小品を展示するデッサン室やミュージアムショップがある。
フランス館という名の通り、日本の近代絵画に大きな影響を与えたヨーロッパ印象派からエコール・ド・パリに至るフランスゆかりの著名画家の作品を幅広く常設展示している。印象派の始祖モネ、ドガ、ルノワール、後期印象派のゴッホ、セザンヌ、親密派のボナール、現代絵画を目指したマチス、ピカソ、エコール・ド・パリの画家シャガールなど近代ヨーロッパ美術の巨匠が描いた作品が数多く展示されている。

### 企画展示館

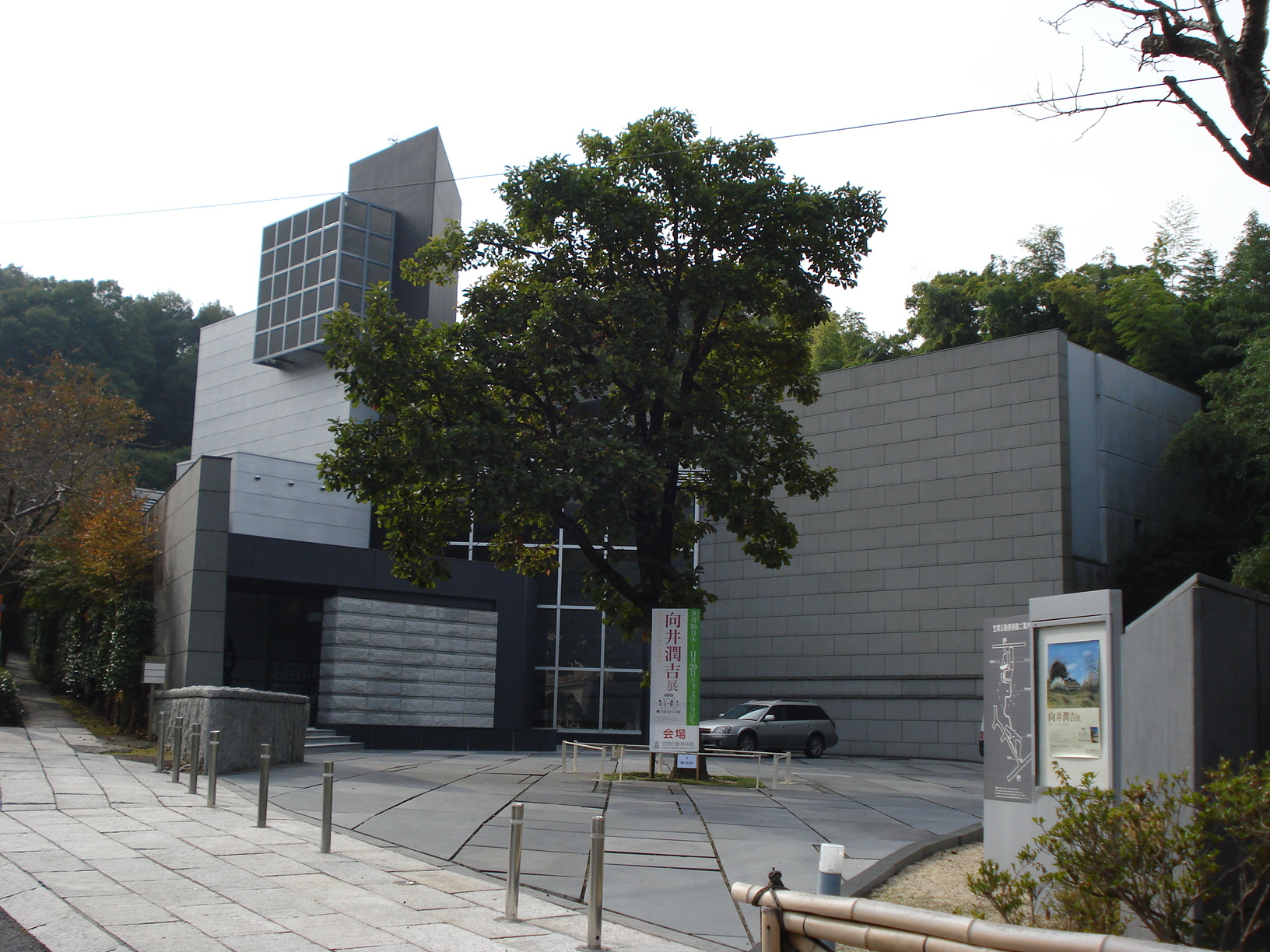
企画展示館

企画展示館では年に4 - 5回の企画展を開催している。
2015年、鴨居玲の没後30年を記念し、生前の画家の作品や遺品を展示した「鴨居玲の部屋」が開設された。

### 野外彫刻庭園
フランス館および日本・アメリカ館と、企画展示館の間にある庭園。日本の具象彫刻界を代表する作家の作品19体が展示されているほか、竹林などの日本庭園もある。

## 主な所蔵品
以下の作品の他多数。
- エドガー・ドガ 『舞台の袖の踊り子』
- クロード・モネ 『ヴェトゥイユ、水びたしの草原』
- フィンセント・ファン・ゴッホ 『サン＝レミの道』
- オーギュスト・ルノワール 『泉のそばの少女』
- レオナール・フジタ 『家族』
- アンディ・ウォーホル 『C婦人像』
- 高橋由一 『鯛図』
- 五姓田義松 『人形の着物』
- 藤島武二 『日の出』
- 岸田劉生 『村娘之図』
- 東郷青児 『婦人像』
- 藤井勉　『ななつ』

## 交通
- JR水戸線笠間駅 徒歩25分、市内循環バス「日動美術館入口」下車　徒歩3分
- JR常磐線・水戸線友部駅から無料送迎バスあり
- 北関東自動車道友部ICから車で約15分

## 春風萬里荘

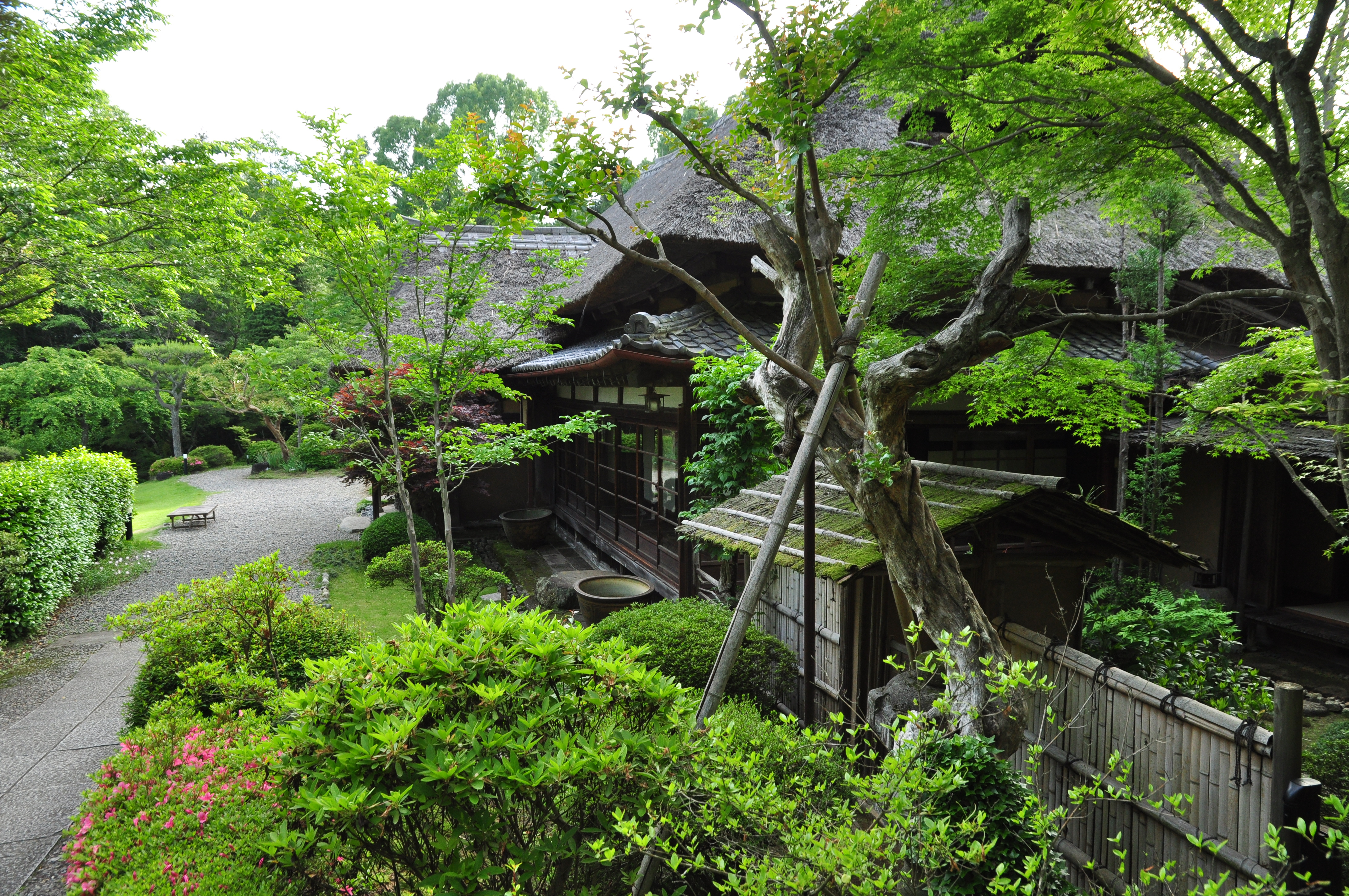
春風萬里荘

春風萬里荘（しゅんぷうばんりそう・北緯36度21分51.8秒 東経140度15分3.7秒）は、笠間駅の南側に広がる芸術の村に立地する日動美術館の分館である。陶芸のみならず料理や書、絵画、篆刻（てんこく）など、多岐にわたって才能を発揮した北大路魯山人が住居としていた約300平方メートルの茅葺き屋根の民家を神奈川県鎌倉市北鎌倉より移築し、1965年（昭和40年）に開館した。建物内部は魯山人が住んでいた当時の姿のままに残されていて、魯山人の遺作をはじめ、日動美術館所蔵の名品が随時展示されている。

## 周辺施設
- 笠間稲荷神社
- 笠間芸術の森公園
- 茨城県陶芸美術館（笠間芸術の森公園内）
- 笠間工芸の丘（笠間芸術の森公園内）
- スポーツカーミュージアム（日動画廊が運営）